# Kalemegdan
Kalemegdan este o fortăreață din Belgrad, situată în Parcul Kalemegdan.
În urma unor săpături arheologice efectuate la începutul anilor 1960, în apropierea statuii  Vestitorul libertății a lui Meštrović, care domină fortăreața Kalemegdan, s-au descoperit mărturii ale anticului Singidunum.

## Istoric
Istoricul turc Evliya Çelebi descria astfel aspectul fortăreței în secolul al XVII-lea: „Fortificațiile se înalță în unghiul de apus a părții înalte a cetății. Sunt construite extrem de solid, pe o temelie dreptunghiulară din piatră... În afara unui depozit de hrană și a unui rezervor de apă, mai există o încăpere uriașă, între două porți de fier, încăpere ale cărei ziduri sunt în întregime acoperite de arme. Ornamentele acestei <<săli a armelor>> sunt de o splendoare cum rar întâlnești în întreg imperiul otoman... În fața fortăreței, deasupra unei gropi adânci, umplute cu apă, este azvârlit un pod suspendat, ridicat în fiecare seară cu ajutorul unui ingenios sistem de pârghii... De jur împrejurul fortăreței se înalță cinci turnuri, care ating cu crenelurile lor norii. Fiecare dintre aceste turnuri este la fel de frumos și înalt ca și turnul Galata din Istanbul.”

## Vezi și
- Biserica Ružica